# Donald Hanchon
Donald Francis Hanchon (ur. 9 października 1947 w Wayne, Michigan) – amerykański duchowny katolicki, biskup pomocniczy Detroit w latach 2011–2023.

## Życiorys
Święcenia kapłańskie otrzymał w dniu 19 października 1974 i został inkardynowany do archidiecezji Detroit. Pracował głównie w parafiach na terenie Detroit, był także m.in. dyrektorem wydziału kurialnego ds. duszpasterstwa powołań, koordynatorem duszpasterstwa wiernych hiszpańskojęzycznych oraz wikariuszem biskupim dla centralnej części archidiecezji.
22 marca 2011 mianowany biskupem pomocniczym Detroit ze stolicą tytularną Horreomargum. Sakry udzielił mu metropolita Allen Vigneron. 3 marca 2023 papież Franciszek przyjął jego rezygnację z pełnionego urzędu, złożoną ze względu na wiek. 